# سیارک ۱۱۶۴
سیارک ۱۱۶۴ (به انگلیسی: 1164 Kobolda، نامگذاری:1930FB) هزار و صد و شصت و چهارمین سیارک کشف شده‌است که در ۱۹ مارس ۱۹۳۰ و در هایدلبرگ کشف شد.
قدر مطلق سیارک برابر ۱۲٫۸۰ است.